# Simón Rosado Sánchez
Simón Rosado Sánchez (Hervás, provincia de Cáceres, 11 de marzo de 1957 - Barcelona, 11 de octubre de 2010) fue un destacado sindicalista de Cataluña de origen extremeño. 

## Historia
Simón Rosado nació el 11 de marzo de 1957 en Hervás Cáceres, el tercero de nueve hermanos venía al mundo en un momento difícil, a pesar de la gran felicidad que se vivía durante el Franquismo. 
En 1974 con solo 17 años decide, como tantos, emigrar a Cataluña. Simón llega a Mollet del Vallès de la mano de su hermana mayor, para trabajar en la empresa en la que ella trabajaba, la DERBI. 
Simón, en cuanto llega a Cataluña, toma conciencia de lo que le está pasando al país y de la necesidad de ponerse en marcha para acabar con la dictadura de Franco. Empieza a tomar contacto con los sectores más activos de la resistencia antifranquista en Mollet. Junto a otros compañeros entra a formar parte de las Juventudes Comunistas de Cataluña, sección juvenil del PSUC.
La experiencia de la fábrica le da una visión sobre las condiciones laborales de los trabajadores que será esencial en el devenir de su vida. Desde la perspectiva de un proyecto político de izquierdas, Simón y el grupo de jóvenes activistas de Mollet decide dar sus primeros pasos para organizarse sindicalmente en la comarca.
En 1976 participa en las movilizaciones que convoca la Coordinadora Obrera Sindical, organismo sindical unitario, y es detenido por la policía. Son estos los primeros pasos hacia un compromiso político y sindical más extenso. 
Simón, en un proceso de progresivo compromiso con la organización en Mollet, a la vez que en el seno de la organización del Metal desde la fábrica, va adquiriendo la experiencia necesaria para asumir nuevos retos.
En 1980 después de realizar el servicio militar Simón es llamado para consolidar una frágil estructura sindical comarcal que se había puesto en pie poco antes de que él marchase a la mili. Ese año, en la II Conferencia Comarcal, Simón es nombrado secretario de Acción Sindical, su primer cargo orgánico. 
En 1981 es nombrado secretario general de la Unión del Vallés Oriental de CCOO. 
El trabajo desplegado por Simón a lo largo de ocho años, tanto como responsable de Acción Sindical como en calidad de secretario general, convierte aquella cosa difusa en la que él aterrizó en una máquina poderosa de los trabajadores que consigue que CCOO sea en la comarca un referente para la patronal, las administraciones y, lo más importante, para los propios trabajadores y trabajadoras como primera fuerza sindical.
Su manera de actuar ya se basa en lo que empezará a ser una de sus señas de identidad: la capacidad de tejer redes, complicidades y colaboración entre todos los sectores implicados en el conflicto. A pesar de su juventud, fue reconocido por todos los sectores del sindicato como su líder natural.
Las responsabilidades de Simón en estos años no fueron únicamente sindicales, se incorpora a los órganos directivos del PSUC, de cuyo Comité Central forma parte desde 1982. Participa en la candidatura del PSUC por Barcelona en las elecciones al Parlament de Catalunya de 1984. A partir de ese momento, la participación de Simón en los órganos directivos del partido y en sucesivas candidaturas a diversas citas electorales es permanente.
En 1989, es nombrado miembro del Comité Central del PCE así se convierte en uno de los más jóvenes en la historia de dicho órgano. En éste coincide con otro joven, Ignacio Fernández Toxo actual secretario general de CCOO.
En 1988 José Luis López Bulla secretario general de la CONC (Comisiones Obreras de Cataluña), le llama para reorganizar la Federación del Metal catalana, que estaba padeciendo una profunda crisis de liderazgo.

Simón Rosado, como no, se enfrenta a este nuevo reto. La labor de Simón consiste en reconstruir toda la estructura de la Federación, refuerza de forma decidida la presencia del sindicato como interlocutor social tanto con las empresas y patronales como ante las administraciones. 

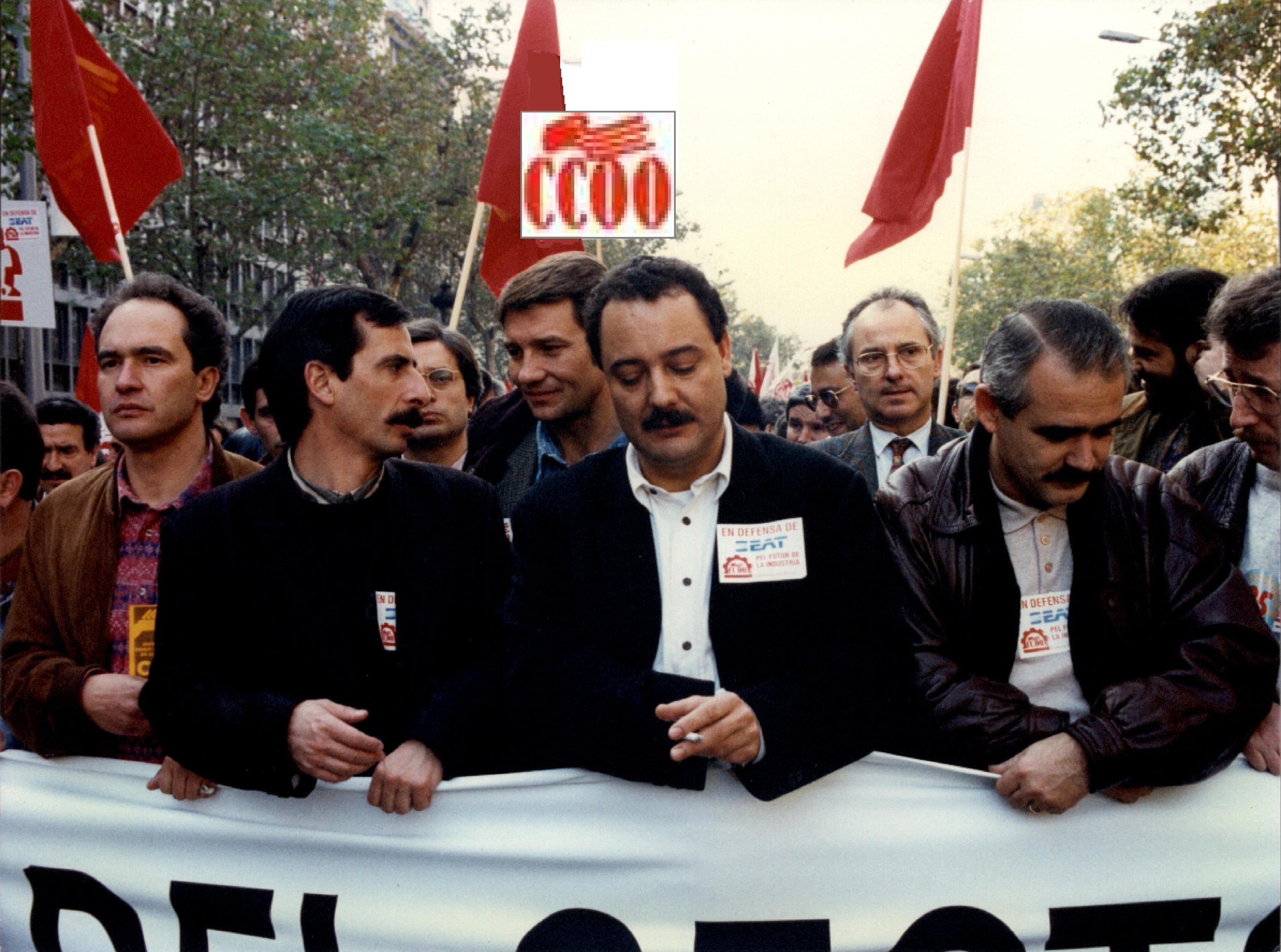
Manifestación SEAT

En esa época es elegido miembro del Consejo Confederal de CCOO de España, desde entonces y hasta su muerte siempre fue miembro del mismo. 
Tan decisiva era su presencia y su papel en CCOO que en 1997 se convierte en uno de los promotores del Pacte industrial del Área metropolitana de Barcelona, una de las herramientas más potentes en la promoción de políticas industriales de aquella época.
En el año 2000 deja la Federación del Metal y pasa a participar en el secretariado de la CONC junto a Joan Coscubiela, como responsable de Acción Sindical, cargo que ocupó hasta su fallecimiento.
En su nueva responsabilidad asume de forma aún más decisiva, si cabe, el rol de ideólogo de la política industrial del sindicato y se convierte en un referente dentro y fuera de este, tanto para los diferentes comités de empresa como para las administraciones y la patronal. 
También es el impulsor de las políticas de medio ambiente y movilidad en la CONC. Prueba de ello es su importante participación en la negociación del Acuerdo estratégico para la internacionalización, la cualidad del empleo y la competitividad de la economía catalana, en 2005, una hoja de ruta de 86 medidas para cambiar el modelo de competitividad catalán y adecuarlo al nuevo marco internacional.
Simón participó de forma decisiva durante esos años en los grandes conflictos laborales y sociales de Catalunya. En todos ellos, es fácil percibir elementos comunes. El primero es que Simón cree que el sindicato ha de estar presente "en todo lo que se mueva" y así lo hace. El segundo es que hay que estar para conseguir soluciones, y por ello siempre participa en la redacción de cualquier acuerdo que ponga fin a un conflicto. Finalmente, que el proyecto de CCOO ha de ser global, no personal, y cercano a quien más dificultades está pasando.
La emigración fue algo que siempre preocupó a Simón, influenciado seguramente por sus orígenes, es por ello que en diferentes viajes establece relación con los movimientos sindicales de Argelia, Marruecos y Túnez. 
A título de ejemplo, en 2007 participa en un plan auspiciado por la Generalitat de Catalunya para crear centros de formación en Marruecos en el campo de la construcción. Como siempre anticipándose, como siempre apostando. Previamente ya lo había hecho en las repúblicas balcánicas durante los noventa, pero la guerra impidió que los resultados fuesen visibles.
Simón fue un luchador incansable, siempre envuelto en una actividad frenética en torno a las movilizaciones contra la crisis y contra todo lo que atacase los derechos y libertades de la clase obrera. También fue un reconocido activista político, participando activamente en movimientos sociales, por ejemplo en la plataforma contra la guerra de Irak.

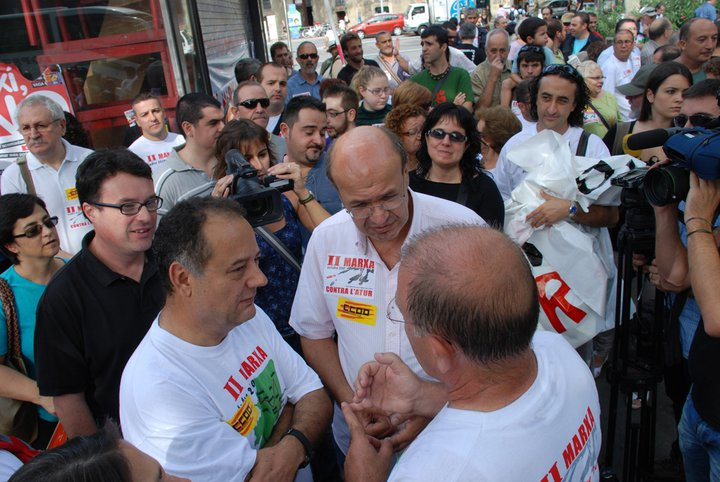
Simón II marxa atur

Dos días antes de su muerte, el 9 de octubre de 2010, lo pasó como siempre al pie del cañón, en la manifestación final de la II Marcha contra el Paro, la Precariedad y por los Derechos Sociales.
Murió la madrugada del 11 de octubre de 2010 en su casa de Barcelona de un paro cardíaco. En su despedida la sala de actos del tanatorio parecía ridícula al querer acoger a la gran cantidad de personas de todos los ámbitos de la sociedad civil, política y sindical catalana que asistieron para despedir al compañero Simón, al amigo Simón. Un hombre y un sindicalista de valía insustituible que hizo de la libertad y la justicia su bandera.

## Reconocimientos
A título póstumo Simón tuvo el reconocimiento merecido como luchador por los derechos laborales y sociales. 
En Cataluña se le otorgó la Medalla a título póstumo “President Macià” 2011. El máximo reconocimiento que se entrega en Cataluña al mérito del trabajo. Nota de prensa GENCAT (enlace roto disponible en Internet Archive; véase el historial, la primera versión y la última).
También en 2011, el Gobierno de España le concedió la medalla de Oro al Mérito en el Trabajo, medalla que el ministro de trabajo Valeriano Gómez entregó a su familia en el acto de homenaje que se le hizo en Granollers. Nota de prensa Consejo de ministros (enlace roto disponible en Internet Archive; véase el historial, la primera versión y la última).
Los ayuntamientos de Montmeló y Montornes decidieron poner el nombre de Simón Rosado a la pasarela peatonal sobre el río Besòs.
Nota de prensa Ayuntamiento de Montmeló
CCOO del Vallés Oriental Maresme, aprobó en su Comisión Ejecutiva, poner el nombre de Simón Rosado a su Escuela de Primavera